# Шредерс, Александр Михайлович
Александр Михайлович Шредерс (12 мая 1931 — 23 марта 2013) — советский и российский спортсмен, Мастер спорта СССР по горнолыжному спорту, Заслуженный тренер СССР по бобслею.

## Биография
Родился в 1931 году.
В течение многих лет профессионально занимался горнолыжным спортом и был удостоен звания «Мастер спорта СССР» (1955). Выступал за ЦСКА.
Затем посвятил себя тренерской карьере и переключился на бобслей.
Работал тренером сборной команды России по бобслею, которая успешно выступала на многих международных соревнованиях. В течение более двадцати пяти лет являлся главным тренером сборной города Москвы. Также работал в качестве тренера-преподавателя в Центре физкультуры и спорта Московской федерации профсоюзов.
Участвовал в подготовке ряда спортсменов, одними из самыми выдающимися из которых были В. Е. Козлов ― Олимпийский чемпион 1988 года по бобслею и победитель Кубка мира (1988); Е. А. Доронина ― серебряный призёр Кубка России (2005); О. Г. Соколов ― неоднократный призёр Чемпионатов России по бобслею, ныне сам является тренером.
30 декабря 1999 года был удостоен почётного звания «Заслуженный работник физической культуры Российской Федерации».
Также был одним из учредителей общественной организации «Федерация бобслея России».
Умер 23 марта 2013 года. Был похоронен на Митинском кладбище в Москве.